# باشگاه فوتبال کایا ایلویلو
باشگاه فوتبال کایا ایلویلو یک باشگاه فوتبال در فیلیپین، شهر ایلوئیلو سیتی، ایلوئیلو و در لیگ فوتبال فیلیپین بازی می‌کند.